# СПБ Биржа
СПБ Биржа (до 2 июля 2021 года — «Санкт-Петербургская биржа») — российская биржа. Основана в 1997 году.
Полное наименование — Публичное акционерное общество «СПБ Биржа».

## История
18 марта 1997 года на базе фондового отдела ЗАО «Биржа „Санкт-Петербург“» в форме Некоммерческого партнерства была создана «Фондовая биржа „Санкт-Петербург“» для организации торгов ценными бумагами. В 1997 году были организованы торги инструментами срочного рынка и введена в действие электронная торговая система для заключения срочных сделок.
5 мая 1998 года некоммерческому партнерству «Фондовая биржа „Санкт-Петербург“» была выдана лицензия на осуществление деятельности по организации торгов на рынке ценных бумаг (лицензия фондовой биржи) № 73-000-1-00004.
Осенью 1998 года образован комитет срочного рынка НП «Фондовая биржа „Санкт-Петербург“», объединившего наиболее активных участников из Москвы и Санкт-Петербурга, а также открытие постоянного представительства НП «Фондовая биржа „Санкт-Петербург“» в Москве.
Заключенное в 2001 году между ЗАО «Биржа „Санкт-Петербург“» и НП «Фондовая биржа РТС» соглашение о сотрудничестве позволило запустить с 19 сентября 2001 года Срочный рынок FORTS. НП «Фондовая биржа РТС» выполняла функции организатора торгов и клиринговой организации, а НП «Фондовая биржа „Санкт-Петербург“» — функции технического центра.
В 2011 году произошло слияние крупнейших российских бирж РТС и ММВБ, в результате которого была создана Московская биржа. Ключевая команда «Фондовой биржи РТС» перешла в Ассоциацию «НП РТС», одним из основных проектов которой в 2012 году стало развитие ОАО «Санкт-Петербургская биржа».
Ассоциация «НП РТС» в 2012 году получила операционный контроль над ОАО «Санкт-Петербургская биржа» (бывшее НП «Фондовая Биржа „Санкт-Петербург“»). В декабре 2012 года Ассоциация «НП РТС» приобрела ОАО «Московская фондовая биржа», на базе которой была создана клиринговая организация, впоследствии получившая наименование АО НКО-ЦК «СПБ Клиринг». В декабре 2013 года Ассоциация «НП РТС» приобрела кредитную организацию, ныне ПАО «СПБ Банк», которое выполняет функции расчетного депозитария СПБ Биржи.
28 ноября 2014 года был дан старт торгов ценными бумагами международных компаний на СПБ Бирже. Инвесторам для заключения сделок стали доступны первые 50 наиболее ликвидных акций из индекса S&P 500, преимущественно компаний с высокой капитализацией.
В 2017 году начались торги малыми лотами еврооблигаций, а также всеми акциями из индекса S&P 500.
21 августа 2020 года стартовали торги европейскими ценными бумагами.
1 октября 2020 года НКО ЦК «Клиринговый центр МФБ» (ныне — АО НКО-ЦК «СПБ Клиринг») получила статус центрального контрагента, лицензию небанковской кредитной организации — центрального контрагента и переоформила лицензию на осуществление клиринговой деятельности. НКО-ЦК «СПБ Клиринг» стала первым на российском финансовом рынке юридическим лицом, осуществившим преобразование в кредитную организацию.
9 ноября 2020 года была зарегистрирована дочерняя компания АО «Бест Стокс», которая развивает аналитический портал для участников торгов и инвесторов. Аналитические материалы портала покрывают все американские акции и депозитарные расписки, обращающиеся на бирже.
1 марта 2021 года стартовала дополнительная утренняя биржевая торговая сессия (с 7:00 до 10:00 мск) и общее время проведения биржевых торгов стало составлять около 19 часов в день.
22 апреля 2021 года стартовали торги ценными бумагами компаний с листингом на LSE.
2 июля 2021 года биржа сменила наименование на «СПБ Биржа».
25 октября 2021 года СПБ Биржа начала публиковать значения собственного фондового индекса SPB100.
18 ноября 2021 года СПБ Биржа в ходе IPO разместила 15,2 млн обыкновенных акций, что составило 13,3 % от акционерного капитала компании. Цена размещения была установлена по верхней границе ценового диапазона — на уровне 11,5 $ за одну акцию. Спрос розничных инвесторов превысил 500 млн $, общий спрос — более 800 млн $. В результате IPO СПБ Биржа привлекла 175 млн $.

## Рынки
После российского вторжения на Украину объём торгов иностранными ценными бумагами на бирже упал почти втрое, биржа запустила торги гонконгскими акциями
- Рынок иностранных ценных бумаг — акции и депозитарные расписки компаний с листингом в США, Гонконге, в странах СНГ, а также ценные бумаги ETF.
- Рынок еврооблигаций.
- Рынок российских ценных бумаг.

## Индекс СПБ Биржи
Индекс SPB100 — биржевой индекс, отражающий интерес розничных инвесторов к глобальным ценным бумагам. Индекс SPB100 является первым собственным индексом СПБ Биржи, показывающим изменение стоимости топ-100 ценных бумаг из усредненного портфеля розничных инвесторов на СПБ Бирже.

## Инфраструктура
Группа СПБ Биржи включает дочерние операционные компании: НКО-ЦК «СПБ Клиринг», оказывающий услуги клиринга, и «СПБ Банк», осуществляющее функции расчетного депозитария. Обе эти структуры с июня 2023 года стали частью созданной в Казахстане международной биржи ITS.

## Расписание торгов на СПБ Бирже
Торги на СПБ Бирже осуществляются с 08:00 до 1:45 (следующего календарного дня) мск.

## Руководство биржи
- Сердюков Евгений Владимирович — председатель правления, генеральный директор[6].

## Санкции
2 ноября 2023 года, на фоне российского вторжения на Украину, СПБ Биржа попала в блокирующий санкционный список США. После включения в санкционный список торги ценными бумагами были приостановлены до 6 ноября. Управление по контролю за иностранными активами сообщило что всем контрагентам биржи необходимо завершить все правоотношения с ней и подконтрольными ей компаниями до 31 января 2024 года. 28 ноября СПБ Биржа сообщила, что 69 % денежных средств и иностранные ценные бумаги были заблокированы из-за санкций.
13 июня 2024 года СПБ Биржа была включена в санкционный список Великобритании «направленный на разрушение военной машины Путина, в координации с партнерами по G7 для поддержки Украины».

## Лицензии
- Лицензия на осуществление репозитарной деятельности № 045-02 от 15 июня 2017 года[14].
- Лицензия на осуществление деятельности по организации торгов № 045-02 от 29 августа 2013 года[15].